# パナソニックスペシャル
パナソニックスペシャル（ぱなそにっくすぺしゃる）は、パナソニック（旧：松下電器産業）一社提供の単発特別番組である。

## 概要
レギュラー番組ではなく「単発特番」扱いとなっており、年に一度・特定の時期（主に年末年始）にのみ放送されている。現在、提供クレジットは「Panasonic A Better Life, A Better World」。「This Program is brought to you by Panasonic」と英語でコールされる。

## 番組ジャンル及び放送系列
- 熱闘甲子園〜高校野球ハイライト〜（ANN・ABC、テレビ朝日系列）：1981年（第63回） - 1988年（第70回）の夏の甲子園大会開催期間中の試合当日夜に放送された、30分の大会ハイライト番組（初期はナショナルブランドが主流だったため、『パナソニックスペシャル』の名は冠さず）。1988年をもってスポンサーを降板したが、番組自体は翌1989年からスポンサーがコカ・コーラ（1987年のみパナソニックと共同提供）に交代し、現在も継続中。
- 5月の風〜ひとりひとりの二人〜（NNS・日本テレビ系列）：1991年5月22日に放送された2時間ドラマ。出演は鈴木保奈美、風間トオル、松下由樹ら。主題歌として岡村孝子の『Good-Day 〜思い出に変わるならば〜』が使用され、作品中にも岡村孝子の楽曲が数多く使われた。
- HAPPY Xmas SHOW（NNS・日本テレビ系列）：2003年から2008年まで毎年のクリスマスシーズンに、21時から2時間枠で放送されていた音楽番組。国内外の有名アーティストが共演するほか、当番組だけに制作された特別仕様のパナソニックCMも放映されていた。2009年に「ザ・プラチナチケット」へ継続。
- 月尾嘉男の地球大冒険（JNN・TBS系列）：2006年12月 - 2007年1月の年末年始に放送された特番。東大名誉教授の月尾嘉男と元NHKアナウンサーの草野満代が、地球上・日本国内外で起きている様々な異常現象を取り上げ、地球温暖化防止のために今すべきことを訴えた。好評だったため、地上波放送の後に当時のBS-iでも再放送された。
- ザ・プラチナチケット 〜君のために歌いたい〜（NNS・日本テレビ系列）：2009年11月30日に放送された音楽特番。前年までの「HAPPY Xmas SHOW」と同様、国内外のアーティスト共演があり、番組特別仕様によるパナソニックCMも放映された。

## その他パナソニック提供番組

### 2021年（令和3年）4月現在
- BeauTV〜VoCE（テレビ朝日・関東ローカル） - CMはPanasonic Beauty関係のみ。
- 歌のない歌謡曲（JRN系列）
- Panasonic Melodious Library（JFN系列）

### 過去
- ナショナル劇場→パナソニック ドラマシアター→月曜ミステリーシアター（TBS系列）（末期はパナソニックグループ（パナソニックとパナホーム（隔週））を筆頭スポンサーとする複数社提供）
- ナショナルキッド（NET（現・テレビ朝日）系列）
- ナショナルゴールデン劇場（NET/テレビ朝日系列）
- ズバリ!当てましょう（フジテレビ系列）
- フジテレビ系列土曜23時代後半枠（通称Panasonic枠）
  - 「夢で逢えたら」から「やしがにのウインク」まで（フジテレビ系列）
- Nationalドキュメンタリー特集（日テレ系列）
- 徳光和夫のTVフォーラム（日テレ系列）
- 二人の食卓 〜ありがとうのレシピ〜（テレビ朝日系列）
- サワコの朝（MBS・TBS系列）
- A STEP 〜明日へのステップ〜（TBS・関東ローカル）
- 超・人（BS-TBS）
- Panasonic 3D Music Studio（BS朝日）
- 女子才彩（BS-TBS）
- パナソニックプレゼンツ 世界遺産スペシャル（ナショナルジオグラフィックチャンネル）